# Pseudolimnophila auranticollis
Pseudolimnophila auranticollis är en tvåvingeart som beskrevs av Alexander 1958. Pseudolimnophila auranticollis ingår i släktet Pseudolimnophila och familjen småharkrankar. Inga underarter finns listade i Catalogue of Life.